# Raja Cercle Municipalité d'Agadir (handball)
 (mai 2019).
Si vous disposez d'ouvrages ou d'articles de référence ou si vous connaissez des sites web de qualité traitant du thème abordé ici, merci de compléter l'article en donnant les références utiles à sa vérifiabilité et en les liant à la section « Notes et références ».
Maillots
La Raja Cercle Municipalité d'Agadir est un club sportif Marocain, basé à Agadir, Maroc. L'équipe de handball du club joue en Nationale 1, la 1re division du championnat Marocain. La section de handball est l'une des plus titrées du club.

## Palmarès
- Championnat du Maroc (2)
  - Champion: 2018[1], 2021
- Coupe du Trône (2)
  - Vainqueur: 2018, 2021

- Coupe d'Afrique des vainqueurs de coupe
  - 4e place en 2023